# Dysderina recondita
Dysderina recondita är en spindelart som beskrevs av Arthur M. Chickering 1951. Dysderina recondita ingår i släktet Dysderina och familjen dansspindlar.
Artens utbredningsområde är Panama. Inga underarter finns listade i Catalogue of Life.